# Dan Vickrey

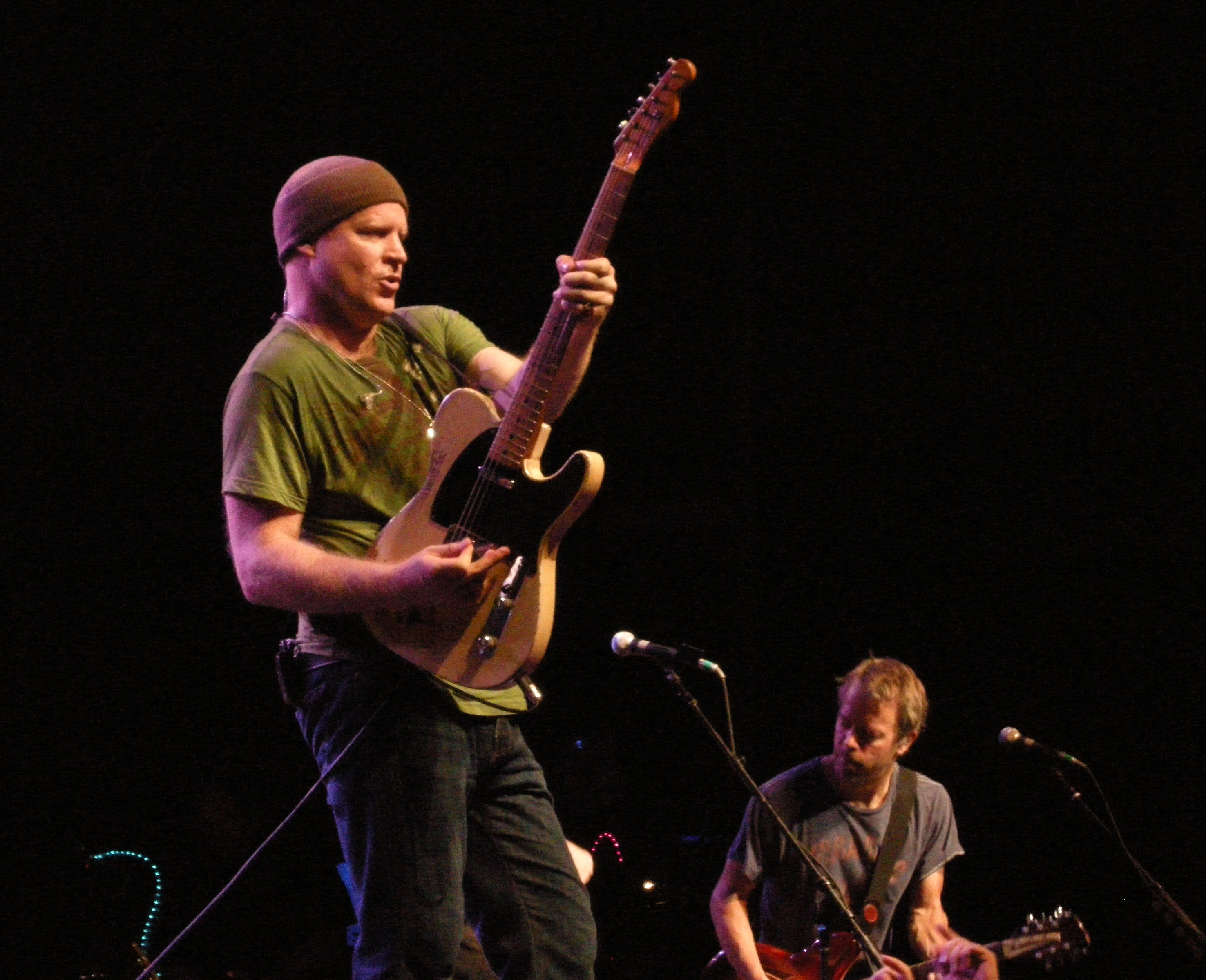
Dan Vickrey mit Counting Crows live 2008

Daniel Vickrey (* 26. August 1966 in Walnut Creek, Kalifornien) ist ein US-amerikanischer Musiker. Er wurde bekannt als Lead-Gitarrist der Alternative-Rock-Band Counting Crows, für die er auch als Songwriter tätig ist.

## Leben
Dan Vickrey lernte mit 11 Jahren von seinem Vater das Gitarrenspiel. Er spielte bereits in jungen Jahren zusammen mit Steve Bowman in einer Band, Auch während seiner Zeit an der University of California, Los Angeles spielte er in mehreren Bands, trat aber auch solo in verschiedenen Kneipen wie dem Viper Room auf.
Nach dem Studium schloss er sich den Counting Crows an, wo auch Steve Bowman spielte. Als einer der Songwriter von Counting Crows erhielt er für Accidentally in Love aus dem Soundtrack von Shrek 2 – Der tollkühne Held kehrt zurück eine Oscar-Nominierung.